# Lotnisko Hureczko
Lotnisko w Hureczku – dawne, rozformowane lotnisko znajdujące się w Hureczku obok Przemyśla. Było jednym z najważniejszych lotnisk Twierdzy Przemyśl.

## Historia
Lotnisko powstało jesienią 1914 podczas pierwszego oblężenia Twierdzy Przemyśl. Utworzone zostało na łąkach wsi Hureczko znajdujących się na przedpolach baterii fortecznej fortu XIII "Łapajówka".
Z lotniska w Hureczku wykonano dnia 23 listopada 1914 r. pierwszy w historii lot pocztowy. 9 grudnia 1914 r. dokonano pierwszego "karpackiego" przelotu z Przemyśla do Koszyc na samolocie typu Lohner C. Ostatnie loty pocztowe z Hureczka odbyły się pod koniec tego roku.
Lotnisko zostało przejęte 31 października 1918 r. przez polską załogę pod dowództwem por. pil. Wiktora Robotyckiego i stało się drugim polskim lotniskiem. 3 listopada 1918 r. ewakuowano sprzęt lotniczy na lotnisko w Krakowie w obawie przed przejęciem go przez Ukraińców. W późniejszym okresie lotnisko odegrało kluczową rolę w walkach o Lwów i podczas wojny polsko-bolszewickiej. Stacjonowała tu między innymi 5 eskadra wywiadowcza.
W czasie II wojny światowej lotnisko przejęli sowieci, następnie 22 czerwca 1941 r. Niemcy, którzy urządzili na nim lotnisko wojskowe i prowadzili pewne prace nad jego rozbudową. 27 lipca 1944 r. lotnisko ponownie przejęli sowieci. Od września 1944 r. stacjonowała tam czechosłowacka dywizja. Po wojnie lotnisko straciło znaczenie z powodu bliskości granicy ZSRR.
W latach 50. i latach 60. organizowano kilkukrotnie w Hureczku pokazy lotnicze oraz organizowano zawody modeli latających. Nieznany jest dokładny czas zburzenia hangarów lotniskowych. Ostatni raz w udokumentowany sposób wykorzystano do celów lotniczych tereny w Hureczku dnia 7 października 1989 r., gdy wzbił się stąd samolot Jak-12 o znakach SP-KRC, który przetransportował do Nowego Sącza okolicznościowe przesyłki pocztowe. Kilka lat później tereny byłego lotniska zamieniono w pola orne.